# Пацифик (мини-серија)
Пацифик (енгл. The Pacific) америчка је телевизијска мини-серија која прати акције Маринског корпуса Сједињених Америчких Држава на пацифичком театру операција у оквиру ширег рата на Пацифику.